# بارنويل
بارنويل (كارولاينا الجنوبية) (بالإنجليزية: Barnwell, South Carolina)‏ هي مدينة تقع في الولايات المتحدة في مقاطعة بارنويل. يقدر عدد سكانها بـ 4,750 نسمة ومساحتها 20.7 كم2 وترتفع عن سطح البحر 66 متر.

## التركيبة السكانية
حدّد مكتب تعداد الولايات المتحدة بيانات التركيبة السكانية لبارنويل في تعداد الولايات المتحدة. في ما يلي، التركيبة السكانية حسب تعدادي 2000 و2010.

### تعداد عام 2000
بلغ عدد سكان بارنويل 5,035 نسمة بحسب تعداد عام 2000، وبلغ عدد الأسر 2,035 أسرة وعدد العائلات 1,354 عائلة مقيمة في المدينة. في حين سجلت الكثافة السكانية 243.2 نسمة لكل كيلومتر مربع (629.9/ميل2). وبلغ عدد الوحدات السكنية 2,304 وحدة بمتوسط كثافة قدره 111.3 لكل كيلومتر مربع (288.3/ميل2).
وتوزع التركيب العرقي للمدينة بنسبة 49.81% من البيض و47.37% من الأمريكيين الأفارقة و0.40% من الأمريكيين الأصليين و1.05% من الأمريكيين ذوي الأصول الآسيوية و0.04% من سكان جزر المحيط الهادئ و0.34% من الأعراق الأخرى و0.99% من عرقين مختلطين أو أكثر و0.62% من الهسبانيون أو اللاتينيون من أي عرق.
بلغ عدد الأسر 2,035 أسرة كانت نسبة 38% منها لديها أطفال تحت سن الثامنة عشر تعيش معهم، وبلغت نسبة الأزواج القاطنين مع بعضهم البعض 40.2% من أصل المجموع الكلي للأسر، ونسبة 22.1% من الأسر كان لديها معيلات من الإناث دون وجود شريك،  بينما كانت نسبة 4.2% من الأسر لديها معيلون من الذكور دون وجود شريكة وكانت نسبة 33.5% من غير العائلات. تألفت نسبة 30.2% من أصل جميع الأسر من عدة أفراد يعيشون في نفس المنزل ونسبة 12.5% كانت تتألف من شخص يعيش بمفرده يبلغ من العمر 65 عاماً أو أكثر. وبلغ متوسط حجم الأسرة المعيشية 2.42، أما متوسط حجم العائلات فبلغ 3.01.
بلغ العمر الوسطي للسكان 34.6 عاماً. وكانت نسبة 28.4% من القاطنين تحت سن الثامنة عشر، وكانت نسبة 8.6% بين الثامنة عشر والرابعة والعشرين عاماً، ونسبة 26.9% كانت واقعةً في الفئة العمرية ما بين الخامسة والعشرين والرابعة والأربعين عاماً، ونسبة 19.9% كانت ما بين الخامسة والأربعين والرابعة والستين، ونسبة 14% كانت ضمن فئة الخامسة والستين عاماً فما فوق. يوجد لكل 100 أنثى 85.0 ذكر، ويوجد لكل 100 أنثى في الثامنة عشر من عمرها فما فوق 77.3 ذكر.
بلغ متوسط دخل الأسرة في المدينة 26,722 دولارًا، أما متوسط دخل العائلة فبلغ 37,841 دولارًا. وكان متوسط دخل الذكور 35,039 دولارًا مقابل 21,912 دولارًا للإناث. وسجل دخل الفرد الخاص بالمدينة 17,709 دولارًا. وكانت نسبة 20.4% من العائلات ونسبة 22% من السكان تحت خط الفقر، وكان من هؤلاء نسبة 31% تحت سن الثامنة عشر ونسبة 16.7% في الخامسة والستين من العمر وما فوق.

### تعداد عام 2010
بلغ عدد سكان بارنويل 4,750 نسمة بحسب تعداد عام 2010، وبلغ عدد الأسر 1,934 أسرة وعدد العائلات 1,242 عائلة مقيمة في المدينة. في حين سجلت الكثافة السكانية 229.5 نسمة لكل كيلومتر مربع (594.4/ميل2). وبلغ عدد الوحدات السكنية 2,240 وحدة بمتوسط كثافة قدره 108.2 لكل كيلومتر مربع (280.2/ميل2).
وتوزع التركيب العرقي للمدينة بنسبة 44.55% من البيض و51.54% من الأمريكيين الأفارقة و0.23% من الأمريكيين الأصليين و1.52% من الأمريكيين ذوي الأصول الآسيوية و0.06% من سكان جزر المحيط الهادئ و0.42% من الأعراق الأخرى و1.68% من عرقين مختلطين أو أكثر و0.99% من الهسبانيون أو اللاتينيون من أي عرق.
بلغ عدد الأسر 1,934 أسرة كانت نسبة 34.4% منها لديها أطفال تحت سن الثامنة عشر تعيش معهم، وبلغت نسبة الأزواج القاطنين مع بعضهم البعض 34% من أصل المجموع الكلي للأسر، ونسبة 25.7% من الأسر كان لديها معيلات من الإناث دون وجود شريك،  بينما كانت نسبة 4.6% من الأسر لديها معيلون من الذكور دون وجود شريكة وكانت نسبة 35.8% من غير العائلات. تألفت نسبة 31.7% من أصل جميع الأسر من عدة أفراد يعيشون في نفس المنزل ونسبة 11.7% كانت تتألف من شخص يعيش بمفرده يبلغ من العمر 65 عاماً أو أكثر. وبلغ متوسط حجم الأسرة المعيشية 2.39، أما متوسط حجم العائلات فبلغ 2.99.
بلغ العمر الوسطي للسكان 36.7 عاماً. وكانت نسبة 26.5% من القاطنين تحت سن الثامنة عشر، وكانت نسبة 8.8% بين الثامنة عشر والرابعة والعشرين عاماً، ونسبة 24.2% كانت واقعةً في الفئة العمرية ما بين الخامسة والعشرين والرابعة والأربعين عاماً، ونسبة 25.2% كانت ما بين الخامسة والأربعين والرابعة والستين، ونسبة 15.2% كانت ضمن فئة الخامسة والستين عاماً فما فوق. وتوزع التركيب الجنسي للسكان بنسبة 47.2% ذكور و52.8% إناث.

## أعلام
- هنري لويس والاس
- باري ميلر
- تروي براون
- جيمس براون